# Zewditu
Zewditu (tiếng Ge'ez: ዘውዲቱ, tên khai sinh Askala Maryam; 29 tháng 4 năm 1876 – 2 tháng 4 năm 1930) là Nữ hoàng Ethiopia từ năm 1916 tới năm 1930. Bà là nữ nguyên thủ đầu tiên của một quốc gia được quốc tế công nhận ở Châu Phi trong thế kỷ 19 và thế kỷ 20, và là Nữ hoàng của Đế quốc Ethiopia, triều đại của bà ghi nhận vì những cải cách của Nhiếp chính và người kế vị Ras Tafari Makonnen (người kế vị bà sau này là Hoàng đế Haile Selassie I), đó là điều mà bà trở thành người mâu thuẫn nhất và thường bị phản đối gay gắt, do tính bảo thủ cứng rắn và lòng sùng kính tôn giáo mạnh mẽ của bà. Bà là Nữ hoàng gần đây nhất trong lịch sử Ethiopia, và là nữ nguyên thủ cho tới cuộc bầu cử năm 2018 khi Sahle-Work Zewde trở thành Tổng thống.

## Tiểu sử
Được rửa tội là Askala Maryam ("Askal xứ Mary", một loại hoa), nhưng sử dụng tên tự đặt là Zewditu, Nữ hoàng tương lai là con gái lớn của Negus (hoặc vua) Menelik xứ Shewa, sau là Hoàng đế Menelik II. Zewditu là một từ tiếng Amharic có nghĩa là "Vương miện", mặc dù đôi khi nó xuất hiện một cách nhầm lẫn được Anh hóa thành "Judith" (Nữ anh hùng Do Thái theo truyền thuyểt), mà bà không phải liên quan đến. Mẹ bà, Weyziro (Quý bà) Abechi, là một nữ quý tộc xứ Wollo và là người vợ của Menelik II. Mẹ bà đã ly thân với Menelik khi bà còn rất nhỏ, và vị Nữ hoàng tương lai được nuôi dưỡng bởi cha bà và vợ mới của ông là Baffana. Negus Menelik sau đó kết hôn với Taytu Betul, nhưng không có con với người vợ này. Menelik có ba người con được thừa nhận: bản thân Zewditu, có một con trai Asfaw Wossen đã chết khi còn nhỏ, và một cô con gái khác Shewa Regga, mẹ của Lij Iyasu, người thừa kế cuối cùng của Menelik. Tuy nhiên, Hoàng đế vẫn thân thiết nhất với Zewditu, người cũng có quan hệ tốt với mẹ kế của bà là Hoàng hậu Taytu, và là một phần trong gia đình của hoàng đế trong phần lớn cuộc đời của bà.
Năm 1886 Zewditu mười tuổi kết hôn với Ras Araya Selassie Yohannes, con trai và là người kế vị của Hoàng đế Yohannes IV. Cuộc hôn nhân chính trị, đã được sắp đặt khi Menelik đồng ý phục tùng quyền cai trị của Yohannes. Tuy nhiên, Yohannes và Menelik cuối cùng lại xung đột với nhau, Menelik phát động cuộc nổi dậy chống lại quyền cai trị của Yohannes. Cuộc hôn nhân của Zewditu không có con, bà còn rất trẻ trong suốt cuộc hôn nhân, mặc dù chồng bà đã có một người con trai với một người phụ nữ khác. Khi Araya Selassie qua đời năm 1888, bà rời Mekele và trở lại triều đình của cha mình ở Shewa. Bất chấp sự thù địch giữa Menelik và Yohannes, Zewditu đã xoay sở trong suốt cuộc xung đột để duy trì mối quan hệ tốt đẹp với cả hai. Để thể hiện sự tôn trọng và tình cảm của mình dành cho con dâu, Hoàng đế Yohannes IV đã gửi Zewditu trở lại Shewa với một món quà lớn là gia súc có giá trị, vào thời điểm quan hệ giữa ông và cha cô đang ở mức đặc biệt thấp.
Zewditu còn có hai cuộc hôn nhân nữa, cả hai đều ngắn ngủi, trước khi kết hôn với Ras Gugsa Welle. Gugsa Welle là cháu của Hoàng hậu Taytu, mẹ kế của Zewditu. Zewditu vốn đã có quan hệ tốt với Taytu, nhưng việc thiết lập mối quan hệ trực tiếp giữa hai người đã giúp củng cố mối quan hệ. Không giống như những cuộc hôn nhân trước, cuộc hôn nhân của Zewditu với Gugsa Welle được cho là hạnh phúc.

## Vươn tới quyền lực
Sau cái chết của Hoàng đế Yohannis IV trong Trận Metemma chống lại Mahdists của Sudan, trong Chiến tranh Mahdist, Negus Menelik xứ Shewa lên nắm quyền và trở thành Hoàng đế của Ethiopia vào năm 1889. Điều này khôi phục sự kế vị dòng nam trực tiếp của vương triều, khác với việc Hoàng đế Yohannes tuyên bố lên ngôi là thông qua bà nội của mình, là một người có huyết thống trong vương triều. Bản thân Menelik là hậu duệ dòng nam của vương triều Solomon. Là con gái của Menelik II, Zewditu sẽ là quân chủ cuối cùng có nguồn gốc dòng dõi trực tiếp từ Vường triều Solomon. Người kế vị của bà là Haile Selassie cũng được xếp thông qua dòng nữ. Menelik qua đời vào năm 1913, và Lij Iyasu, con trai của Shewa Regga, chị gái cùng cha khác mẹ của Zewditu, người đã được công khai là người thừa kế vào năm 1909, lên ngôi. Iyasu coi Zewditu là một mối đe dọa tiềm tàng đối với sự nằm quyền của mình, và đày bà và chồng về vùng nông thôn.

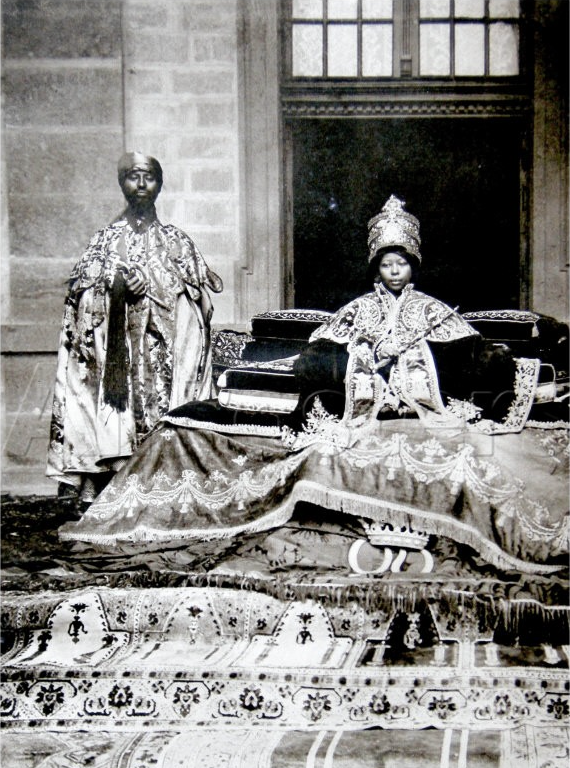
Nữ hoàng Zewditu với một trong những linh mục được sủng ái của bà

Do lo ngại về những bất ổn có thể xảy ra, các bộ trưởng nội các quyết định không công khai cái chết của Menelik II. Do đó, Iyasu không bao giờ được chính thức xưng tụng là Hoàng đế Iyasu V. Tuy nhiên, cái chết của Menelik và sự nằm quyền trên thực tế của Iyasu đều được nhiều người biết đến và chấp nhận. Các nhà chức trách Giáo hội, Nhiếp chính vương Ras Tessema và các bộ trưởng đã đồng ý rằng lễ đăng quang của Iyasu nên được hoãn lại cho đến khi ông lớn hơn một chút và làm Lễ ban thánh thể với vợ, điều này sẽ khiến cuộc hôn nhân của ông trở nên khó phá trong mắt Nhà thờ Chính thống. Tuy nhiên, Iyasu nhanh chóng gặp phải vấn đề với sự nằm quyền của mình và ông không bao giờ đăng quang. Ông bị giới quý tộc ghét bỏ rộng rãi vì hành vi bất ổn của mình, và nhà thờ nghi ngờ ông vì bị cáo buộc là người ủng hộ Hồi giáo. Sau một vài năm gặp khó khăn, Iyasu bị tước bỏ quyền lực. Zewditu được triệu tập đến thủ đô, và vào ngày 27 tháng 9 năm 1916, Hội đồng Nhà nước và Nhà thờ Tewahedo Chính thống Ethiopia chính thức thông báo về cái chết của Hoàng đế Menelik II và phế truất Iyasu để ủng hộ Zewditu. Tước hiệu chính thức của Zewditu là "Nữ hoàng của các vị vua" (Negiste Negest),  một sửa đổi của tước hiệu truyền thống "Vua của các vị vua" (Nəgusä Nägäst).
Ban đầu, Zewditu không được phép tự mình sử dụng quyền lực. Instead, Thay vào đó, người em họ Ras Tafari Makonnen của bà được bổ nhiệm làm nhiếp chính, và vị tướng trung thành cũ của cha bà, Fitawrari Hapte Giorgis Dinagde được phong làm tổng tư lệnh quân đội. Ras Tafari cũng đã được công nhận là người thừa kế của Zewditu, vì không một đứa con nào của bà sống sót đến tuổi trưởng thành. Năm 1928, sau khi nỗ lực loại bỏ Ras Tafari Makonnen khỏi quyền lực không thành, Nữ hoàng buộc phải trao vương miện cho người em họ của mình là Negus.

## Nằm quyền

### Động cơ chính trị
Mặc dù tầng lớp quý tộc Ethiopia bảo thủ nói chung ủng hộ Zewditu, nhưng nhiều người thân của cô lại ít nhiệt tình hơn. Mẹ kế của Zewditu và dì của chồng bà, Thái hậu Taytu Betul, đã rời khỏi thủ đô sau cái chết của Menelik, nhưng vẫn bị nghi ngờ phần nào do sự thiên vị rõ ràng mà bà đã thực hiện dưới thời trị vì của người chồng quá cố. Trong một nỗ lực nhằm hạn chế ảnh hưởng của bà, tầng lớp quý tộc đã sắp xếp cho chồng bà - Ras Gugsa Welle, được bổ nhiệm vào một chức quan thống đốc tỉnh ở xa, loại bỏ ông khỏi triều đình. Động thái này, mặc dù được dự định là một cuộc tấn công chống lại Taytu chứ không phải chống lại Zewditu, được cho là đã khiến Zewditu khó chịu đáng kể. Zewditu cũng phải chịu tội vì đã cướp ngôi từ Lij Iyasu,  người mà cha bà chọn kế vị - trong khi bà tin rằng việc lật đổ Iyasu là cần thiết, bà đã rất ngưỡng mộ cha mình và không hài lòng khi phải làm trái ý muốn của ông. Sự xa cách của bà với chồng và cảm giác tội lỗi của bà về việc lật đổ Iyasu kết hợp lại khiến Zewditu không đặc biệt hạnh phúc với tư cách là Nữ hoàng. Mặc dù ông đã đối xử tệ bạc với bà, nhưng bà vẫn dành nhiều tình cảm riêng tư cho cháu trai Iyasu của mình, và được cho là đã khóc thương ông khi được biết rằng bà được phong làm Nữ hoàng vì cháu trai của bà đã bị vạ tuyệt thông vì tội bội đạo. Càng ngày, Nữ hoàng càng rút lui khỏi trách nhiệm nhà nước vào thế giới ăn chay và cầu nguyện, trong khi các thành phần tiến bộ bao quanh người thừa kế, Tafari Makonnen, đã có được sức mạnh và ảnh hưởng tại triều đình.

### Chiến tranh chống lại Iyasu
Thời kỳ đầu của triều đại Zewditu được đánh dấu bằng cuộc chiến chống lại Lij Iyasu, người đã thoát khỏi sự giam cầm. Được sự hậu thuẫn của cha mình, Negus Mikael xứ Wollo, một lãnh đạo phương bắc quyền lực, Iyasu đã cố gắng giành lại ngai vàng. Tuy nhiên, cả hai đã không thể phối hợp hiệu quả những nỗ lực của mình, và sau một số chiến thắng ban đầu, cha của Iyasu đã bị đánh bại và bị bắt trong Trận Segale. Negus  bị xiềng xích diễu hành qua các đường phố Addis Ababa, vác một tảng đá ăn năn trên vai, trước khi bước vào phòng ngai vàng và hôn giày của Nữ hoàng để cầu xin lòng thương xót của bà. Người thừa kế ngai vàng, Ras Tafari Makonnen, không có mặt tại cảnh tượng này vì lo lắng cho cảm xúc của vợ mình, cháu gái của Negus Mikael.
Khi nghe tin cha mình thất bại và bị sỉ nhục, Iyasu đã tự mình chạy trốn đến Afar.Sau nhiều năm chạy trốn, Iyasu sau đó đã bị bắt bởi Dejazmach Gugsa Araya Selassie, con trai của Araya Selassie Yohannes, một người chồng cũ của Zewditu. Gugsa Araya đã được ban thưởng danh hiệu Ras từ mẹ kế trước đây của mình, và với Công chúa Yeshashework Yilma, cháu gái của Tafari Makonnen, làm con dâu. Khi Iyasu bị bắt, Nư hoàng Zewditu đầy nước mắt đã cầu xin rằng ông sẽ được giữ trong một ngôi nhà đặc biệt trong khuôn viên cung điện, nơi bà được chăm sóc và ông có thể nhận được lời khuyên về tôn giáo. Ras Tafari và Fitawrari Habte Giyorgis Dinagde kiên quyết phản đối, và vì vậy kế hoạch bị loại bỏ. Tuy nhiên, bà đã đảm bảo rằng những món ăn yêu thích đặc biệt và nguồn cung cấp quần áo và đồ xa xỉ liên tục đến tay Iyasu tại nơi ông bị bắt ở Sellale.

### Tafari nổi lên
Khi Nữ hoàng Zewditu nằm quyền tiến bộ, sự khác biệt về triển vọng ngày càng gia tăng giữa bà và người thừa kế được chỉ định của bà, Ras Tafari Makonnen. Tafari là một người hiện đại hóa, tin rằng Ethiopia cần phải mở cửa với thế giới để tồn tại. Trong việc này, ông có được sự hậu thuẫn của nhiều quý tộc trẻ hơn. Tuy nhiên, bà là một người bảo thủ, tin tưởng vào việc bảo tồn truyền thống Ethiopia. Bà có được sự ủng hộ mạnh mẽ của nhà thờ trong niềm tin này. Nhưng dần dần Zewditu bắt đầu rút lui khỏi hoạt động chính trị tích cực, để lại quyền lực ngày càng nhiều hơn cho Tafari. Dưới sự chỉ đạo của Tafari, Ethiopia gia nhập Hội Quốc Liên, và bãi bỏ chế độ nô lệ. Zewditu bận rộn với các hoạt động tôn giáo, chẳng hạn như việc xây dựng một số nhà thờ quan trọng.
Năm 1928, có một cuộc nổi dậy bảo thủ nhỏ chống lại những cải cách của Tafari, nhưng không thành công. Nữ hoàng Zewditu buộc phải phong cho Tafari, người hiện đang kiểm soát phần lớn chính phủ Ethiopia, tước hiệu Vua (Negus). Trong khi Negus Tafari vẫn nằm dưới sự cai trị trên danh nghĩa của Zewditu (lúc đó vẫn là  Negeste Negest, tức Nữ Hoàng), Tafari hiện đang là người cai trị Ethiopia. Một số nỗ lực đã được thực hiện để thay thế ông, nhưng tất cả đều không thành công. In 1930, chồng Zewditu Ras Gugsa Welle lãnh đạo cuộc nổi dậy chống Negus Tafari ở Begemder, với hy vọng chấm dứt việc nhiếp chính bất chấp những lời khẩn cầu liên tục của vợ và lệnh bãi bỏ, nhưng đã bị đánh bại và bị giết trong trận chiến bởi quân đội Ethiopia hiện đại hóa trong Trận Anchem vào ngày 31 tháng 3 năm 1930.

## Băng hà và kế vị
Vào ngày 2 tháng 4 năm 1930, hai ngày sau khi Ras Gugsa Welle tử trận, Nữ hoàng Zewditu qua đời. Ngày nay, người ta biết rằng Zewditu bị bệnh tiểu đường, bị bệnh thương hàn nặng, nhưng mọi người không đồng ý rằng đây là nguyên nhân dẫn đến cái chết của bà. Theo một số lịch sử phổ biến, Zewditu chết vì sốc và đau buồn khi nghe tin chồng qua đời, nhưng các tài liệu khác lại mâu thuẫn với điều này, cho rằng Zewditu không được thông báo về kết quả trận chiến trước khi cô đột ngột qua đời. Một số nguồn tin ngoại giao ở Addis Ababa đưa tin vào thời điểm đó rằng Hoàng hậu bị sốt đã được ngâm trong một thùng lớn chứa nước thánh lạnh buốt để chữa bệnh, nhưng cơ thể của bà bị sốc và bà qua đời ngay sau đó.
Zewditu được kế vị ngai vàng bởi Negus Tafari, người lấy tên của Hoàng đế Haile Selassie.

## Gia đình
|  |  |  |  |  |  |  |  |  |  |                                            |                                            |                                            |                                            |                                            |                                            | Menelik II 1889 – 1913 | Menelik II 1889 – 1913 | Menelik II 1889 – 1913 | Menelik II 1889 – 1913 | Menelik II 1889 – 1913 | Menelik II 1889 – 1913 |                       |                       |                       |                       |                       |                       | Weyziro Abechi Phối ngẫu | Weyziro Abechi Phối ngẫu | Weyziro Abechi Phối ngẫu           | Weyziro Abechi Phối ngẫu           | Weyziro Abechi Phối ngẫu           | Weyziro Abechi Phối ngẫu           |                                    |                                    |  |  |                                     |                                     |                                     |                                     |                                     |                                     |  |  | Yohannes IV 1837 – 1889                                  | Yohannes IV 1837 – 1889                                  | Yohannes IV 1837 – 1889                                  | Yohannes IV 1837 – 1889                                  | Yohannes IV 1837 – 1889                                  | Yohannes IV 1837 – 1889                                  |  |  |  |  |  |  |  |  |  |  |  |  |  |  |  |  |  |  |  |  |
|  |  |  |  |  |  |  |  |  |  |                                            |                                            |                                            |                                            |                                            |                                            | Menelik II 1889 – 1913 | Menelik II 1889 – 1913 | Menelik II 1889 – 1913 | Menelik II 1889 – 1913 | Menelik II 1889 – 1913 | Menelik II 1889 – 1913 |                       |                       |                       |                       |                       |                       | Weyziro Abechi Phối ngẫu | Weyziro Abechi Phối ngẫu | Weyziro Abechi Phối ngẫu           | Weyziro Abechi Phối ngẫu           | Weyziro Abechi Phối ngẫu           | Weyziro Abechi Phối ngẫu           |                                    |                                    |  |  |                                     |                                     |                                     |                                     |                                     |                                     |  |  | Yohannes IV 1837 – 1889                                  | Yohannes IV 1837 – 1889                                  | Yohannes IV 1837 – 1889                                  | Yohannes IV 1837 – 1889                                  | Yohannes IV 1837 – 1889                                  | Yohannes IV 1837 – 1889                                  |  |  |  |  |  |  |  |  |  |  |  |  |  |  |  |  |  |  |  |  |
|  |  |  |  |  |  |  |  |  |  |                                            |                                            |                                            |                                            |                                            |                                            |                        |                        |                        |                        |                        |                        |                       |                       |                       |                       |                       |                       |                          |                          |                                    |                                    |                                    |                                    |                                    |                                    |  |  |                                     |                                     |                                     |                                     |                                     |                                     |  |  |                                                          |                                                          |                                                          |                                                          |                                                          |                                                          |  |  |  |  |  |  |  |  |  |  |  |  |  |  |  |  |  |  |  |  |
|  |  |  |  |  |  |  |  |  |  | Gugsa Welle 1875 – 1930 Người chồng thứ tư | Gugsa Welle 1875 – 1930 Người chồng thứ tư | Gugsa Welle 1875 – 1930 Người chồng thứ tư | Gugsa Welle 1875 – 1930 Người chồng thứ tư | Gugsa Welle 1875 – 1930 Người chồng thứ tư | Gugsa Welle 1875 – 1930 Người chồng thứ tư |                        |                        |                        |                        |                        |                        | Zewditu I 1876 – 1930 | Zewditu I 1876 – 1930 | Zewditu I 1876 – 1930 | Zewditu I 1876 – 1930 | Zewditu I 1876 – 1930 | Zewditu I 1876 – 1930 |                          |                          | Gwangul Zegeye Người chồng thứ hai | Gwangul Zegeye Người chồng thứ hai | Gwangul Zegeye Người chồng thứ hai | Gwangul Zegeye Người chồng thứ hai | Gwangul Zegeye Người chồng thứ hai | Gwangul Zegeye Người chồng thứ hai |  |  | Wube Atnaf Seged Người chồng thứ ba | Wube Atnaf Seged Người chồng thứ ba | Wube Atnaf Seged Người chồng thứ ba | Wube Atnaf Seged Người chồng thứ ba | Wube Atnaf Seged Người chồng thứ ba | Wube Atnaf Seged Người chồng thứ ba |  |  | Araya Selassie Yohannes 1867 – 1888 Người chông thứ nhất | Araya Selassie Yohannes 1867 – 1888 Người chông thứ nhất | Araya Selassie Yohannes 1867 – 1888 Người chông thứ nhất | Araya Selassie Yohannes 1867 – 1888 Người chông thứ nhất | Araya Selassie Yohannes 1867 – 1888 Người chông thứ nhất | Araya Selassie Yohannes 1867 – 1888 Người chông thứ nhất |  |  |  |  |  |  |  |  |  |  |  |  |  |  |  |  |  |  |  |  |
|  |  |  |  |  |  |  |  |  |  | Gugsa Welle 1875 – 1930 Người chồng thứ tư | Gugsa Welle 1875 – 1930 Người chồng thứ tư | Gugsa Welle 1875 – 1930 Người chồng thứ tư | Gugsa Welle 1875 – 1930 Người chồng thứ tư | Gugsa Welle 1875 – 1930 Người chồng thứ tư | Gugsa Welle 1875 – 1930 Người chồng thứ tư |                        |                        |                        |                        |                        |                        | Zewditu I 1876 – 1930 | Zewditu I 1876 – 1930 | Zewditu I 1876 – 1930 | Zewditu I 1876 – 1930 | Zewditu I 1876 – 1930 | Zewditu I 1876 – 1930 |                          |                          | Gwangul Zegeye Người chồng thứ hai | Gwangul Zegeye Người chồng thứ hai | Gwangul Zegeye Người chồng thứ hai | Gwangul Zegeye Người chồng thứ hai | Gwangul Zegeye Người chồng thứ hai | Gwangul Zegeye Người chồng thứ hai |  |  | Wube Atnaf Seged Người chồng thứ ba | Wube Atnaf Seged Người chồng thứ ba | Wube Atnaf Seged Người chồng thứ ba | Wube Atnaf Seged Người chồng thứ ba | Wube Atnaf Seged Người chồng thứ ba | Wube Atnaf Seged Người chồng thứ ba |  |  | Araya Selassie Yohannes 1867 – 1888 Người chông thứ nhất | Araya Selassie Yohannes 1867 – 1888 Người chông thứ nhất | Araya Selassie Yohannes 1867 – 1888 Người chông thứ nhất | Araya Selassie Yohannes 1867 – 1888 Người chông thứ nhất | Araya Selassie Yohannes 1867 – 1888 Người chông thứ nhất | Araya Selassie Yohannes 1867 – 1888 Người chông thứ nhất |  |  |  |  |  |  |  |  |  |  |  |  |  |  |  |  |  |  |  |  |